# Dimeria kanjirapallilana
Dimeria kanjirapallilana là một loài thực vật có hoa trong họ Hòa thảo. Loài này được K.C.Jacob mô tả khoa học đầu tiên năm 1947.